# Pinukpuk
Pinukpuk là một đô thị hạng 2 ở tỉnh Kalinga, Philippines. Theo điều tra dân số năm 2000 của Philipin, đô thị này có dân số 26.130 người trong 4.586 hộ.

## Các đơn vị hành chính
Pinukpuk được chia ra 23 barangay.
| - Aciga - Allaguia - Ammacian - Apatan - Ba-ay - Ballayangon - Bayao - Wagud - Camalog - Katabbogan - Dugpa - Cawagayan | - Asibanglan - Limos - Magaogao - Malagnat - Mapaco - Pakawit - Pinukpuk Junction - Socbot - Taga - Pinococ - Taggay |